# Penelope Kent
Penelope Kent is een personage uit de soapserie Days of our Lives. De rol werd in 1998 gespeeld door actrice Eileen Davidson, die sinds 1993 Kristen Blake speelde, sinds 1996 Susan Banks en sinds 1997 ook Mary Moira en Thomas Banks.

## Personagebeschrijving
Penelope is een Britse actrice. Ze werd geboren uit de vierling met Susan, Mary Moira en Thomas. Haar moeder kon echter geen vier kinderen opvoeden en stond Penelope af aan een tandarts. Alle vier de kinderen hadden een verschrikkelijk lelijk gebit, maar Penelopes adoptievader zorgde ervoor dat Penelope mooie tanden had. Hierdoor was ze het evenbeeld van Kristen Blake uit Salem. Dit alles was voor de kijker nog niet bekend toen Penelope in de serie verscheen en niemand wist dat dit eigenlijk Penelope was.
Kristen ontvoerde Susans zus zuster Mary Moira om zo Elvis terug te krijgen van Susan. Ze belde haar en zei dat ze een witte jurk moest dragen of dat haar zus anders zou sterven. Kristen plande om Susan te verkopen als slavin en dat ze zou vast komen te zitten op een eiland. Op dat moment kreeg Susan een telefoontje van een vreemde vrouw.
Kristen werd dood teruggevonden nadat Susan naar Salem gekomen was en men dacht eerst dat ze zelfmoord gepleegd had. Al snel kwam aan het licht dat Kristen zich als Susan vermomde en probeerde te vluchten, het leek erop dat Susan dood was. Maar na een tijdje kwam ook Susan weer in beeld, ze zat vast op een Caribisch eiland, Kristen had haar als blanke slavin verkocht. De vraag rees nu, wie lag er dan in het zwembad? Susan kon ontsnappen en verhinderde Kristen om samen met Susans geliefde Edmund te vluchten. Kristen en Edmund waren beiden verrast om Susan te zien en vroegen zich nu ook af wie er dan wel dood was.
Susan zei dat dit Penelope Kent moest zijn. Susan zei dat Penelope ook een zus van haar was, maar dat zij haar tanden had laten corrigeren. Nadat Penelope de foto van Susan in de krant zag staan bij de huwelijksfoto van Vivian Alamain wist ze meteen dat ze haar zus was en belde Susan op. In de herinneringen van Susan zagen we dat Penelope aan Susans deur verscheen en dat ze zich een bult schrok omdat ze dacht dat het Kristen was, hoewel ze met een Brits accent sprak. Ze legde uit dat zij haar zus was. Susan vertelde Penenope over de gemene vrouw die haar baby wilde stelen en Penelope besloot om met haar naar Salem te gaan omdat dit haar laatste avontuur zou worden aangezien ze stervende was. Ze zaten samen in het vliegtuig op weg naar Salem in dezelfde outfit. Penelope dronk alcohol en nam Placiden (medicatie die ook Laura Horton nam, die verdacht werd van de moord) omdat dit haar zou kalmeren aangezien ze vliegangst had.
Edmund biechtte op dat hij Penelope had vermoord, denkende dat ze Kristen was. Susan zei dat ze begreep dat het een accident was en dat ze niet kwaad was omdat Penelope hoe dan ook gestorven zou zijn. Om wraak te nemen op Kristen zorgde Susan ervoor dat zij nu in de gevangenis belandde waar zij al die tijd gezeten had.